# Lophostreptus cameranii
Lophostreptus cameranii är en mångfotingart som beskrevs av Filippo Silvestri 1896. Lophostreptus cameranii ingår i släktet Lophostreptus och familjen Spirostreptidae. Inga underarter finns listade i Catalogue of Life.